# Йопантевич, Бранко
Бра́нко Йопа́нтевич (сербохорв. Бранко Јопантевић / Branko Jopantević; 31 декабря 1899 — неизвестно) — югославский футболист, участник Олимпиады 1920 года.

## Карьера

### В сборной
Был в заявке главной национальной сборной Королевства СХС на Олимпиаде 1920 года, однако, на поле не выходил.